# Angraecum striatum
Angraecum striatum är en orkidéart som beskrevs av Louis Marie Aubert Du Petit-Thouars. Angraecum striatum ingår i släktet Angraecum och familjen orkidéer.
Artens utbredningsområde är Réunion. Inga underarter finns listade i Catalogue of Life.